# برنديسية عنقودية
برنديسية عنقودية (الاسم العلمي: Brandisia racemosa) هي نوع من النباتات تتبع جنس البرنديسية من فصيلة البولفينية.